# Philactinoposthia viridis
Philactinoposthia viridis är en plattmaskart som beskrevs av Jürgen Dörjes 1968. Philactinoposthia viridis ingår i släktet Philactinoposthia och familjen Actinoposthiidae. Inga underarter finns listade i Catalogue of Life.